# Светски куп у биатлону 2012/13 — штафета за мушкарце
На програму Светског купа у биатлону 2012/13. такмичење у дисцилини штафета за мушкарце налазило се на шест такмичења ове године. Прво је одржано у 2. колу 9. децембра 2012. у Хохфилцену, (Аустрија), а последње у 8. колу 14. марта 2013. у Сочију (Русија).

## Систем такмичења
Мушка штафета, има иста правила као и друге штафете у биатлону, а сатоји се од четири члана. Трче се четири круга по 7,5 км. У току трке сваки такмичар има два гађања: једно из лежећег, а друго из стојећег става. За свако гађање (5 мета) такмичар има 8 метака, од којих 5 иду у пушку, а преостала три (уколико буду потребни) морају се ручно напунити. Уколико и после испуцаних 8 метака, има непогођених мета, трчи се казнени круг од по 150 м за сваку. Први тркачи свих екипа крећу у исто време, а сваки следећи, зависно од тога којим редом његов претходник из екипе стигне на место предаје штафета. Предаја се врши додиривањем, на било ком месту на телу, у „зони“ предаје дугој 50 метара. Предају надгледају посебне судије. Прво гађање, првог такмичара је на мети која одговара његовом стартном броју. Друго гађање првог и сва гађања преосталих такмичара у екипи, одвијају се на метама по редоследу стизања на гађање.

## Победници мушких штафета у Светском купу 2011/12.
| Медаља  | Такмичар  | Бодови |
| ------- | --------- | ------ |
| Злато:  | Француска | 198    |
| Сребро: | Норвешка  | 190    |
| Бронза: | Русија    | 189    |

## Освајачи медаља
| Дисциплина:      | Злато:                                                                                                   | Време                                                     | Сребро:                                                                                        | Време                                                     | Бронза:                                                                         | Време                                                     |
| Хохфилцен детаљи | Норвешка · Lars Helge Birkeland · Оле Ејнар Бјерндален · Vetle Sjåstad Christiansen · Henrik L’Abée-Lund | 1:17:55,2 (0+0) (0+0) (1+0) (0+0) (0+0)                   | Француска · Венсан Же · Жан Гијом Беатрис · Алексис Беф · Мартен Фуркад                        | 1:18:29.7 (0+0) (0+0) (3+0) (1+0) (1+0) (1+0) (0+0)       | Русија · Антон Шипулин · Андреј Маковејев · Јевгениј Устјугов · Дмитриј Малишко | 1:18:41,8 (0+0) (2+0) (3+0) (0+0) (0+0) (2+0) (2+0)       |
| Оберхоф детаљи   | Русија · Алексеј Волков · Јевгениј Граничев · Антон Шипулин · Дмитриј Малишко                            | 1:20:35,7 (2+0) (1+0) (0+0) (3+0) (1+0) (2+0) (2+0) (1+0) | Норвешка · Henrik L’Abée-Lund · Оле Ејнар Бјерндален · Ерленд Бјентегард · Емил Хегле Свендсен | 1:20:44,1 (0+0) (3+1) (0+0) (0+0) (1+0) (1+0) (0+0) (3+0) | Немачка · Симон Шемп · Ерик Лесер · Арнд Пајфер · Флоријан Граф                 | 1:21:15,0 (3+0) (0+0) (0+0) (0+0) (3+0) (1+0) (2+0) (0+0) |
| Руполдинг детаљи | Француска · Симон Фуркад · Жан Гијом Беатрис · Алексис Беф · Мартен Фуркад                               | 1:13:11,2 (0+0) (1+0) (1+0) (0+0) (1+0) (1+0) (0+0)       | Норвешка · Латрс Хелге Биркеланд · Тарјеј Бе · Henrik L'Abee Lund · Емил Хегле Свендсен        | 1:13:20,6 (0+0) (0+0) (3+0) (1+0) (0+0) (1+0) (3+0)       | Аустрија · Симон Едер · Фридрих Пинтер · Доминик Ландертингер · Кристоф Зуман   | 1:13:20,9 (0+0) (2+0) (2+0) (1+0) (0+0) (1+0) (3+0) (0+0) |
| Антхолц детаљи   | Француска · Симон Фуркад · Жан Гијом Беатрис · Алексис Беф · Мартен Фуркад                               | 1:13:26,0 (0+0) (0+1) (0+0) (0+2) (0+0) (0+1) (0+2) (0+2) | Русија · Антон Шипулин · Јевгениј Устјугов · Јевгениј Гараничев · Дмитриј Малишко              | 1:13:36,1 (0+2) (0+0) (0+0) (0+3) (0+0) (0+1) (0+0) (0+2) | Аустрија · Зимон Едер · Кристоф Зуман · Данијел Мезотич · Доминик Ландертингер  | 1:14:44,5 (0+0) (0+2) (0+1) (0+1) (0+0) (0+1) (0+0) (1+3) |
| СП 2013. деатаљи | Оле Ејнар Бјерндален Henrik L'Abee Lund Тарјеј Бе Емил Хегле Свендсен                                    | 1:15:39.0 (0+1) (0+2) (0+0) (0+0) (0+1) (0+0) (0+0) (0+1) | Симон Фуркад Жан Гијом Беатрис Алексис Беф Мартен Фуркад                                       | 1:16:51,8 (0+0) (0+3) (0+0) (0+1) (0+0) (0+2)             | Симон Шемп Андреас Бирнбахер Арнд Пајфер Ерик Лесер                             | 1:16:57.5 (0+0) (0+0) (0+0) (0+0) (2+3)                   |
| Сочи детаљи      | Русија · Антон Шипулин · Александар Логинов · Dmitry Malyshko · Јевгениј Устјугов                        | 1:09:50,8 (1+0) (3+1) (1+0) (0+0) (0+0)                   | Немачка · Ерик Лесер · Андреас Бирнбахер · Арнд Пајфер · Бенедикт Дол                          | 1:10:29,1 (3+0) (0+0) (1+0) (0+0) (0+0) (1+0) (2+0) (3+0) | Чехословачка · Михал Шлесингер · Јарослав Соукуп · Вит Јанов · Ондреј Моравец   | 1:10:33,7 (2+0) (3+0) (1+0) (0+0) (1+0)                   |

## Коначна табела у мушкој штафети
| #  | Штафета          | ХОХ | ОБЕ | РУП | АНТ | СП | СОЧ | Укупно |
| -- | ---------------- | --- | --- | --- | --- | -- | --- | ------ |
| 1  | Русија           | 48  | 60  | 40  | 54  | 43 | 60  | 305    |
| 2  | Норвешка         | 60  | 54  | 54  | 31  | 60 | 43  | 302    |
| 3  | Француска        | 54  | 28  | 60  | 60  | 54 | 40  | 296    |
| 4  | Немачка          | 38  | 48  | 43  | 36  | 48 | 54  | 267    |
| 5  | Аустрија         | 43  | 30  | 48  | 48  | 40 | 34  | 243    |
| 6  | Чехословачка     | 40  | 34  | 28  | 38  | 38 | 48  | 226    |
| 7  | Švedska          | 32  | 36  | 38  | 43  | 30 | 36  | 215    |
| 8  | Украјина         | 31  | 43  | 36  | 34  | 27 | 29  | 200    |
| 9  | Италија          | 34  | 27  | 30  | 30  | 36 | 38  | 195    |
| 10 | Словачка         | 36  | 32  | 31  | 32  | 31 | 32  | 194    |
| 11 | САД              | 24  | 40  | 27  | 29  | 29 | 31  | 180    |
| 12 | Словенија        | 23  | 38  | 34  | 27  | 28 | 30  | 180    |
| 13 | Бугарска         | 29  | 29  | 29  | 26  | 32 | 28  | 173    |
| 14 | Белорусија       | 27  | 31  | 32  | 28  | 26 | 27  | 171    |
| 15 | Швајцарска       | 30  | 26  | 24  | 40  | 23 | —   | 143    |
| 16 | Казахстан        | 26  | 24  | 22  | 22  | 21 | 25  | 140    |
| 17 | Канада           | 28  | —   | 26  | 25  | 34 | 26  | 139    |
| 18 | Естонија         | 25  | 18  | 21  | 24  | 25 | 24  | 137    |
| 19 | Јапан            | 17  | 21  | 23  | 23  | 15 | 23  | 122    |
| 20 | Румунија         | 16  | 19  | 18  | 18  | 22 | 22  | 115    |
| 21 | Летонија         | 21  | 23  | 20  | —   | 19 | 21  | 104    |
| 22 | Финска           | 22  | 25  | 25  | —   | 20 | —   | 92     |
| 23 | Пољска           | 18  | 22  | 19  | 20  | 13 | —   | 92     |
| 24 | Велика Британија | 19  | 20  | 16  | 17  | 18 | —   | 90     |
| 25 | Кина             | —   | —   | 17  | 21  | 24 | —   | 62     |
| 26 | Литванија        | 20  | —   | 15  | —   | 16 | —   | 51     |
| 27 | Србија           | —   | —   | —   | 19  | 14 | —   | 33     |
| 28 | Јужна Кореја     | —   | —   | —   | —   | 17 | —   | 17     |
| 29 | Шпанија          | —   | —   | —   | —   | 12 | —   | 12     |